# الهيئة الإسلامية المسيحية لنصرة القدس والمقدسات
الهيئة الإسلامية المسيحية لنصرة القدس والمقدسات هي هيئة حكومية فلسطينية تأسست في عام 2008 بناءًا على مرسوم أصدره رئيس اللجنة التنفيذية لمنظمة التحرير الفلسطينية ورئيس السلطة الوطنية الفلسطينية محمود عباس من مقر حكومته بمدينة رام الله في 26 أكتوبر/تشرين أول عام 2008م، والموافق 27 شوال/1429هـ.
يقع االمقر الرئيسي للهيئة الإسلامية المسيحية لنصرة القدس والمقدسات في القدس. تتبع الهيئة رئيس اللجنة التنفيذية لمنظمة التحرير الفلسطينية، وتتمتّع وفقًا للمرسوم رقم 12 لسنة 2008 باستقلال مالي وإداري مع الالتزام بسياسات منظمة التحرير الفلسطينية وقوانينها، ويحق للهيئة إنشاء مكاتب أخرى لها داخل فلسطين أو خارجها.

## الأهداف
تهدف الهيئة الإسلامية المسيحية لنصرة القدس والمقدسات للدفاع عن مدينة القدس الشريف والأماكن المقدسة فيها، وتوطيد العلاقات الإسلامية المسيحية في إطار عمل مشترك من أجل مدينة القدس الشريف ومقدساتها الإسلامية والمسيحية، والتصدي المشترك للجرائم التي يمارسها الاحتلال الإسرائيلي في القدس ومقدساتها، والتنسيق والتواصل مع كافة المؤسسات والمنظمات العربية والدولية لتوحيد الجهود من أجل نصرة القدس وحماية مقدساتها الإسلامية والمسيحية، بالإضافة إلى توثيق أخبار القدس وما تشهده من أحداث، بما في ذلك مخططات حكومة الاحتلال وإجراءاتها واعتداءاتها التي تستهدف القدس ومقدساتها ومواطنيها، وتقديمها للرأي العام العربي والدولي، والمساهمة في تنظيم وتوجيه الأنشطة والفعاليات العربية والدولية المتعلقة بالقدس، وتنسيق المشاركات الرسمية والشعبية فيها على مستوى داخليا وخارجيا.

## الهيكل التنظيمي
يُشرف على إدارة الهيئة الإسلامية المسيحية لنصرة القدس والمقدسات مجلس رؤساء من الشخصيات الإسلامية والمسيحية الوطنية يتم تعيينهم لمدة أربع سنوات قابلة للتجديد بقرار يصدر عن رئيس اللجنة التنفيذية لمنظمة التحرير الفلسطينية.
ينتخب مجلس الرؤساء المعين بعد ذلك رئيسين للهيئة من بين أعضائه شريطة أن يكون أحدهما مسلم والأخر مسيحي لمدة عام واحد يُعاد بعد انقضائه انتخاب رئيسين آخرين للهيئة وهكذا. يقوم مجلس رؤساء الهيئة باختيار أعضاء جدد واقتراحهم على رئيس اللجنة التنفيذية لمنظمة التحرير الفلسطينية ومن ثم يصدر الرئيس قراره بشأن إضافتهم للمجلس إما بالموافقة أو بالرفض، كما يجوز بموجب قرار صادر عن مجلس الرؤساء بناءً على اقتراحات من رئيسي الهيئة منح عضوية الهيئة الشرفية للشخصيات من خارج فلسطين إذا كانت تبذل جهوداً خاصة في الدفاع عن القدس والأماكن المقدسة فيها.
يعين مجلس رؤساء الهيئة أميناً عاماً للهيئة، ويختص الأمين العام للهيئة بتسيير الشؤون الإدارية والمالية للهيئة، والتوقيع على القرارات والكتب والمراسلات الصادرة عن الهيئة، وتعيين موظفي الهيئة وفقاً للقانون والنظام، وتنفيذ المخططات والاستراتيجيات التي يقرها مجلس الرؤساء، وتنفيذ قرارات مجلس الرؤساء، وإعداد الموازنة السنوية للهيئة ورفعها لمجلس الرؤساء لإقرارها، وإعداد الهيكل التنظيمي والوظيفي المتعلق بسير العمل في الهيئة ورفعه لمجلس الرؤساء لإقراره، وإعداد النظام الداخلي لجلسات مجلس الرؤساء ورفعه لمجلس الرؤساء لإقراره، بالإضافة إلى تولي أية أمهام أخرى يكلفه مجلس الرؤساء بمتابعتها.
يتولى مجلس رؤساء الهيئة وضع الخطط والاستراتيجيات للدفاع عن القدس والأماكن المقدسة فيها بما يتوافق مع ثوابت منظمة التحرير الفلسطينية، كما يضطلع بالمشاركة في المناسبات الإعلامية المختلفة الداخلية والخارجية، والتي تعنى بشؤون القدس والأماكن المقدسة فيها، كما يقوم بإقرار الموازنة السنوية للهيئة، وإقرار الهيكل التنظيمي والوظيفي للهيئة إلى جانب إصدار التعليمات والتوجيهات لأمين عام الهيئة من خلال رئيس الهيئة.
يختص رئيساً الهيئة برئاسة جلسات المجلس، والتوقيع على قرارات مجلس الرؤساء ومراقبة تنفيذها، وتمثيل الهيئة أمام الجهات الرسمية والغير الرسمية الأجنبية والعربية والتوقيع بالنيابة عنها.

## الأدوار والمواقف
تُصدر الهيئة الاسلامية المسيحية لنصرة القدس والمقدسات اليوم تقاريرًا شهرية لرصد ابرز الانتهاكات التي ترتكبها الحكومة الإسرائيلية في مدينة القدس. رصدت الهيئة في تقريرها الصادر في مارس/أذار عام 2015 قيام نحو 1000 مستوطن و18 الف و826 سائحا و81 فردا من اجهزة المخابرات والشرطة الاسرائيلية باقتحام باحات المسجد الأقصى، كما رصد التقرير قيام قوات الاحتلال الاسرائيلي باعتقال 35 امرأة مقدسية و100 شاب مقدسي، وابعاد 18 شاب وقاصر و25 سيدة عن المسجد الأقصى بتهمة التكبير داخل ساحات المسجد واعتراض المستوطنين أثناء اقتحاماتهم، واعتقال ما يزيد عن 20 شخص معظمهم أطفال دون سن 18 عام أثناء تواجدهم في المسجد الأقصى، وابعاد آخرين عن مدينة القدس. كشف التقرير أيضًا عن 3 حالات اعتداء قام بها المستوطنون الإسرائيليون ضد المواطنين المقدسيين أعقبها تسليم عشرات الشبان اوامر تبلغهم بضرورة مراجعة جهاز المخابرات الاسرائيلي.
ندد تقرير الهيئة أيضًا بقيام ما يُسمى باللجنة المحلية للتخطيط والبناء بالمصادقة على بناء 142 وحدة استيطانية في جنوبي القدس، وبإقرار اللجنة اللوائية للتنظيم والبناء بناء 2200 وحدة استيطانية شرقي القدس، وبقيام جرافات الاحتلال بتجريف مساحات واسعة من اراضي قرية العيسوية، وهدم عشرات البيوت ومخازن المياه ومغاسل للمركبات، وإزالة أحد أكشاك الصحف والمجلات المقامة على الطريق المؤدي لباب العامود.
وفي فبراير 2023 أصدرت الهيئة الإسلامية المسيحية لنصرة القدس والمقدسات بيانًا دعت فيه أبناء الشعب الفلسطيني إلى نصرة الأسرى الفلسطينيين في سجون الاحتلال في عصيانهم ضد الإجراءات الفاشية التي تمارسها إدارة سجون الاحتلال الإسرائيلي بحقهم، كما حثت الفلسطينيين على ضرورة تقديم كافة أشكال الدعم والإسناد للأسرى الفلسطينيين كالقيام بفعاليات تضامنية تؤكد وقوف الشعب الفلسطيني بكافة أطيافه وفصائله إلى جانبهم في معركتهم ضد الفاشية والعنصرية.